# Sulo Jääskeläinen

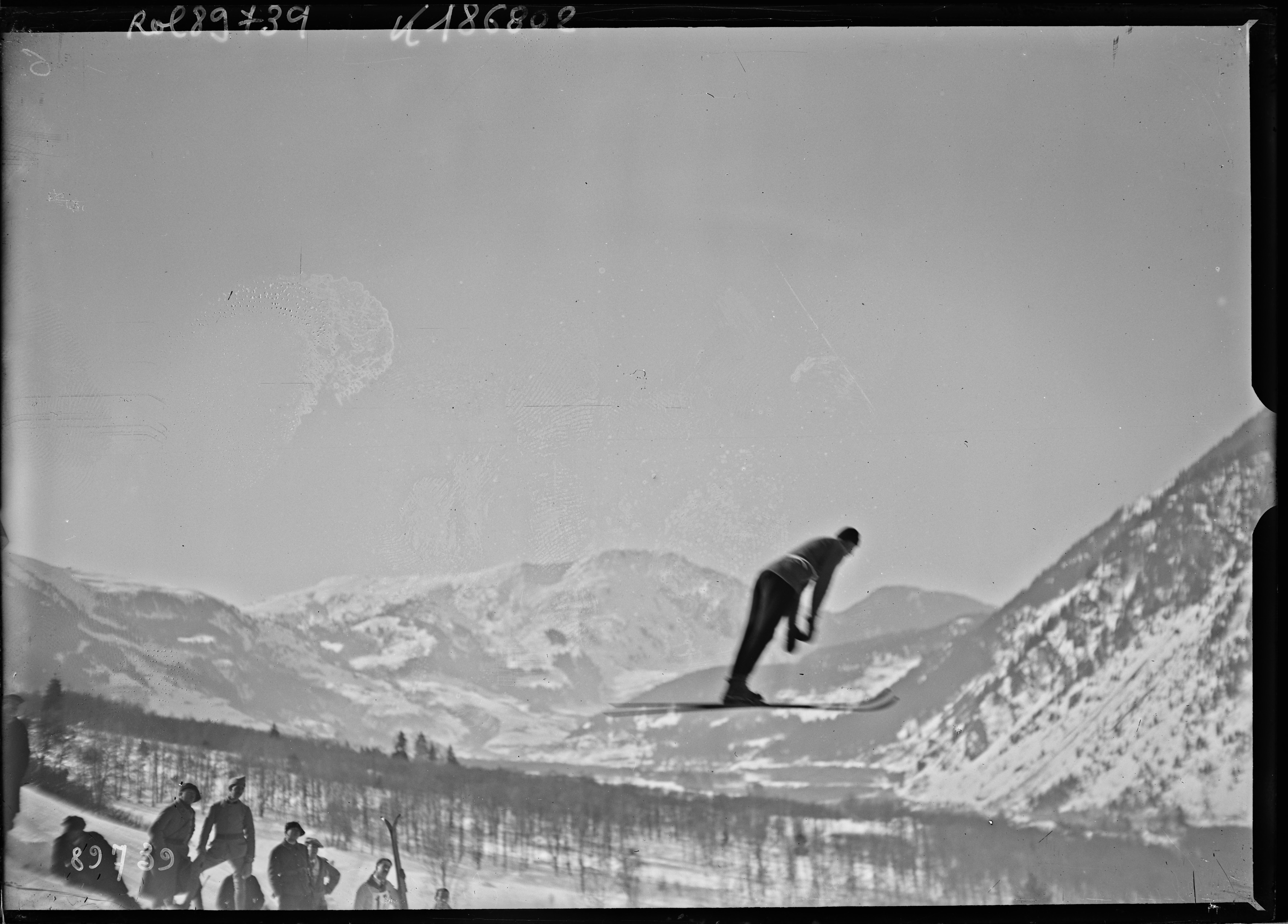
Jääskeläinen vid OS 1924.

Sulo Jääskeläinen, från 1925 Sulo Usa, född 19 december 1890 i Viborg (nuvarande Ryssland), död 12 januari 1942 i Kotka i Kymmene län, var en finländsk vinteridrottare. Han var aktiv inom nordisk kombination och backhoppning under 1920-talet. Han representerade Lahden Hiihtoseura.

## Karriär
Sulo Jääskeläinen vann sin första internationella tävling då han segrade i den allra första Baron von Willibrandt Challenge Cup i Sverige 5 mars 1911. Jääskeläinen segrade i backhoppningstävlingen Lahtisspelen 1923 (första gången Lahtisspelen arrangerades) och i backhoppningen och i nordisk kombination 1924. Jääskeläinen kom på andraplats i backhoppstävlingen i Lahtisspelen 1925 under namnet Sulo Usa. Backhoppstävlingarna 1923 och 1924 räknas också som finländska mästerskap.
Jääskeläinen deltog i de första olympiska vinterspelen 1924 i Chamonix i Frankrike. Han tävlade i nordisk kombination och slutade på 16:e plats, efter att ha blivit nummer sex i backhoppningen och nummer 19 i längdåkningen. Jääskeläinen tävlade även i backhoppning vid samma OS, där han slutade på en elfte plats.
Under Skid-VM 1926 på hemmaplan i Lahtis startade Sulo Jääskeläinen i nordisk kombination och backhoppning. I nordisk kombination blev Jääskeläinen nummer 18. De norska deltagarna vann samtliga medaljer. I backhoppstävlingen startade endast 20 backhoppare. Jääskeläinen blev nummer 8. Norge vann samtliga medaljer.